# 厚果含笑
厚果含笑（学名：Michelia pachycarpa）为木兰科含笑属下的一个种。